# Legendary Tales
A Legendary Tales az olasz Rhapsody együttes 1997-ben megjelent első hivatalos albuma, egyben az ún. Emerald Sword saga kezdő epizódja.

## Az album dalai
1. Ira Tenax - 1:13
2. Warrior of Ice - 5:57
3. Rage of the Winter - 6:09
4. Forest of Unicorns - 3:23
5. Flames of Revenge - 5:32
6. Virgin Skies - 1:20
7. Land of Immortals - 4:50
8. Echoes of Tragedy - 3:31
9. Lord of the Thunder - 5:31
10. Legendary Tales - 7:49

## Közreműködők
- Fabio Lione - ének
- Luca Turilli - gitár
- Alex Staropoli - billentyűs hangszerek
- Daniele Carbonera - dobok
- Basszusgitáron Sacha Paeth és Robert Hunecke játszott.
- Akusztikus gitáron és mandolinon Sascha Paeth játszott.

## Külső hivatkozások
- Hivatalos zenekari honlap